# Paracrias schauffi
Paracrias schauffi är en stekelart som beskrevs av Alex Gumovsky 2001. Paracrias schauffi ingår i släktet Paracrias och familjen finglanssteklar. Inga underarter finns listade i Catalogue of Life.